# Venelina Veneva
Venelina Veneva (Bulgaria, 13 de junio de 1974) es una atleta búlgara especializada en la prueba de salto de altura, en la que ha logrado ser subcampeona europea en 2006.

## Carrera deportiva
En el Campeonato Europeo de Atletismo de 2006 ganó la medalla de plata en el salto de altura, con un salto de 2.03 metros que fue récord de los campeonatos, quedando situada en el podio tras la belga Tia Hellebaut (oro también con 2.03 metros pero en menos intentos) y por delante de la sueca Kajsa Bergqvist (bronce con 2.01 m).